# Barrington (Nou Hampshire)
Barrington és una població dels Estats Units a l'estat de Nou Hampshire. Segons el cens del 2007 tenia 8.405 habitants.

## Demografia
Segons el cens del 2000, Barrington tenia 7.475 habitants, 2.756 habitatges, i 2.075 famílies. La densitat de població era de 61,9 habitants per km².
Dels 2.756 habitatges en un 38,8% hi vivien nens de menys de 18 anys, en un 64,6% hi vivien parelles casades, en un 6,5% dones solteres, i en un 24,7% no eren unitats familiars. En el 16,9% dels habitatges hi vivien persones soles el 4,3% de les quals corresponia a persones de 65 anys o més que vivien soles. El nombre mitjà de persones vivint en cada habitatge era de 2,71 i el nombre mitjà de persones que vivien en cada família era de 3,07.
Per edats la població es repartia de la següent manera: un 27,5% tenia menys de 18 anys, un 5,7% entre 18 i 24, un 35,1% entre 25 i 44, un 24,7% de 45 a 60 i un 7% 65 anys o més.
L'edat mediana era de 37 anys. Per cada 100 dones de 18 o més anys hi havia 101,7 homes.
La renda mediana per habitatge era de 50.630$ i la renda mediana per família de 56.136$. Els homes tenien una renda mediana de 39.098$ mentre que les dones 27.956$. La renda per capita de la població era de 21.012$. Entorn del 3,6% de les famílies i el 5,5% de la població estaven per davall del llindar de pobresa.